# Domus dell'Ortaglia

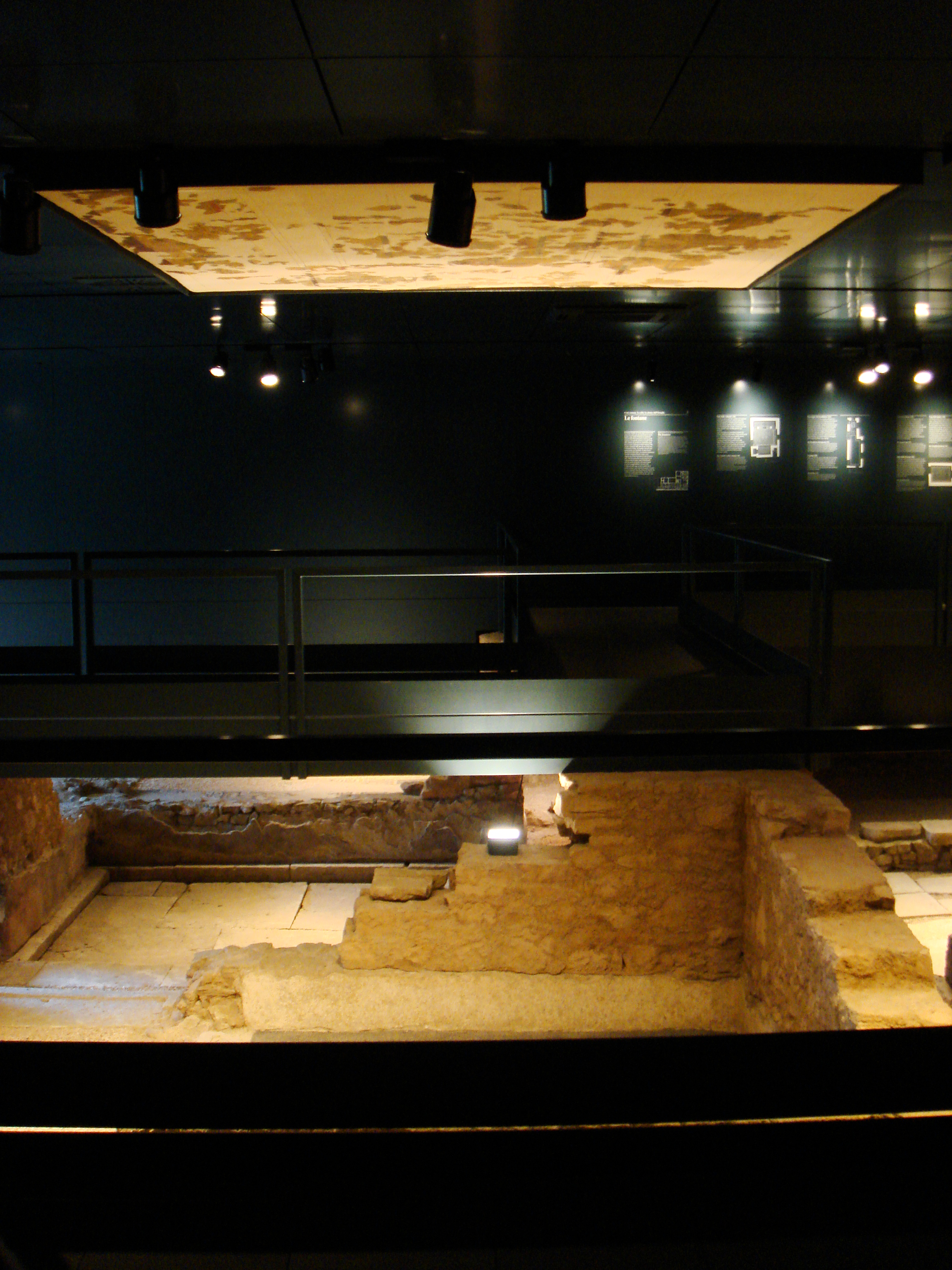

Il complesso delle Domus dell'Ortaglia è costituito da un gruppo di antiche domus romane rinvenute negli orti (ortaglia) del monastero di Santa Giulia a Brescia.
Essendo comprese nell'area del monastero, le domus fanno parte del sito seriale UNESCO Longobardi in Italia: i luoghi del potere (568 - 774 d.C.), dichiarato patrimonio dell'umanità nel 2011.

## Caratteristiche
Il sito è tra i complessi residenziali romani meglio conservati del Nord Italia, con lastricati in pietra, ambienti di rappresentanza, privati e di servizio, mosaici pavimentali e affreschi parietali in discreto stato di conservazione.
I vani delle domus che compongono il complesso sono dotati di riscaldamento a parete e a pavimento (ipocausto). La parte principale del complesso è composta da due domus distinte, dette Domus delle fontane e Domus di Dioniso. La ricchezza dei mosaici e delle pitture murali fa ipotizzare che le due abitazioni appartenessero a cittadini influenti.

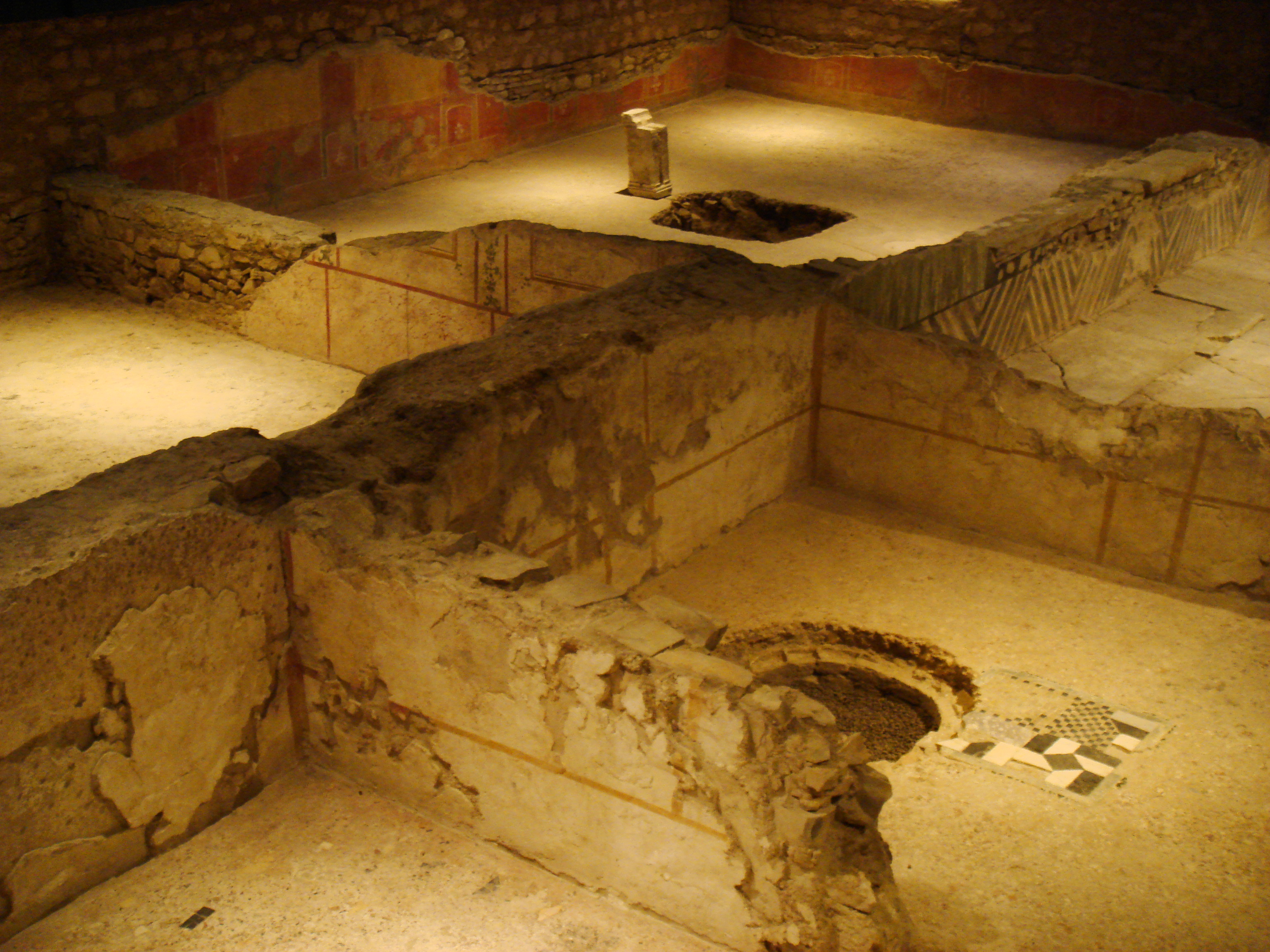
Porzione del complesso

## La storia
Le domus erano parte della zona residenziale alle pendici terrazzate del colle Cidneo, racchiusa tra l'area monumentale romana, comprendente il foro e il Tempio Capitolino, e le mura romane.
Le domus furono utilizzate tra il I e il IV secolo. In seguito subirono un degrado progressivo e furono abbandonate.
Con l'avvento dei Longobardi, la zona residenziale divenne area demaniale regia, e in seguito ortaglia del Monastero di Santa Giulia.
Le domus furono riscoperte, in buono stato di conservazione, tra il 1967 ed il 1971, con ancora il materiale di crollo dei piani superiori che sigillava il pavimento del piano terreno.
Gli interventi di restauro conservativo iniziarono nel 1980 e proseguirono fino al 1992. Nel 2002 vennero completati con l'annessione del monastero al Museo di Santa Giulia. Oggi è possibile ammirarle attraverso un percorso espositivo che consente ai visitatori di passare, senza soluzione di continuità, dai settori archeologici del museo alle domus.

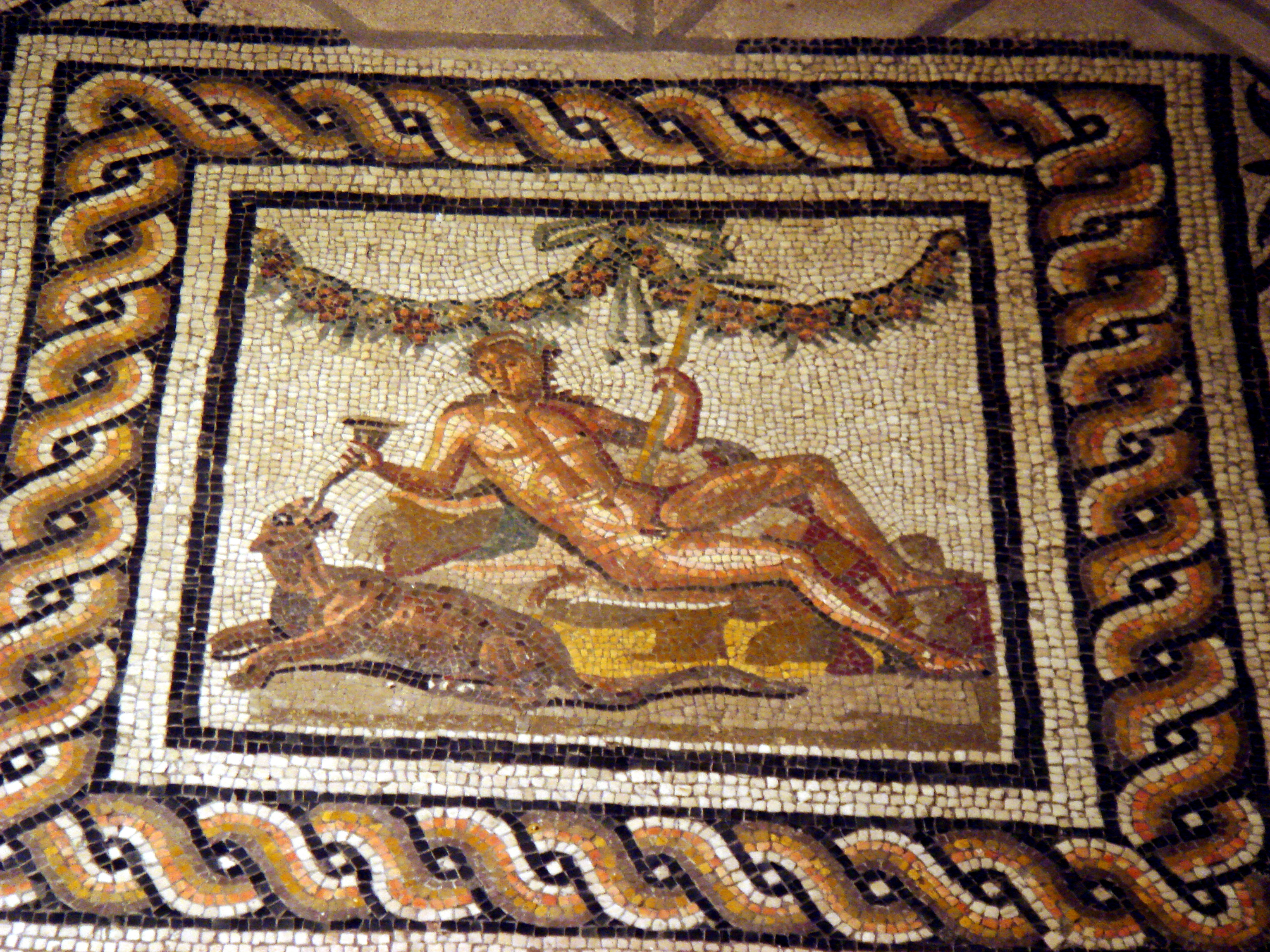
La raffigurazione musiva che ha dato il nome alla domus di Dioniso

## Le due domus
La Domus di Dioniso risale all'incirca al II secolo. Essa prende il nome da una raffigurazione del dio greco Dioniso, inserita in un mosaico nel pavimento del triclinio.
L'abitazione si visita passando attraverso un percorso che si snoda al di sopra dei resti dei pavimenti e dei muri, in cui è possibile vedere gli splendidi pavimenti decorati e le pareti dell'antica abitazione. Le raffigurazioni sulle pareti ritraggono paesaggi, uccelli, pesci e maschere teatrali.
Caratteristica dell'abitazione è un affresco che mostra un ippopotamo con un sacerdote di Iside che solleva un candelabro, tipico esempio di arte di moda nel II secolo a Roma.

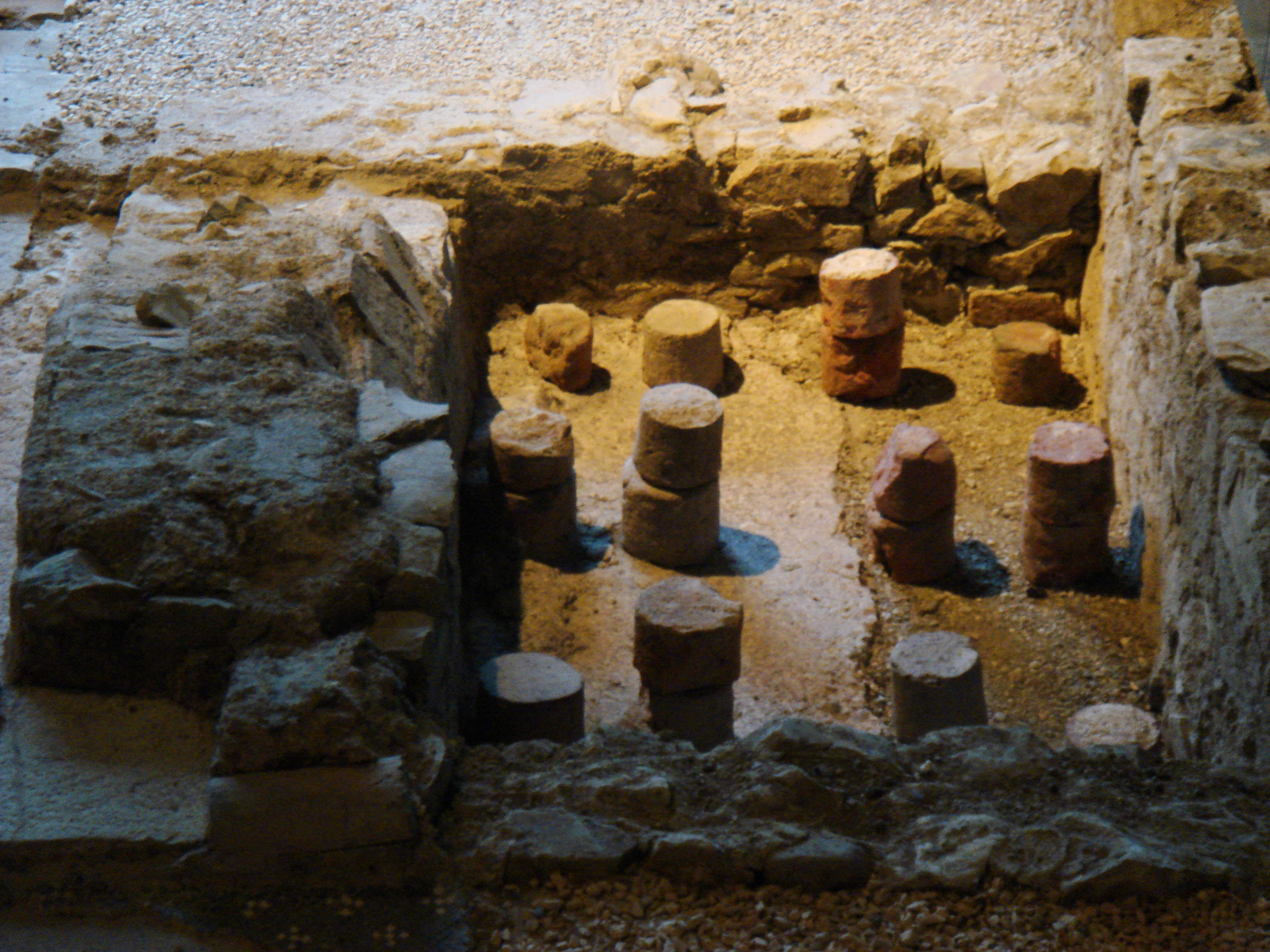
Particolare dell'ipocausto della domus delle fontane

Proseguendo la visita si arriva alla Domus delle fontane, che deve il suo nome al ritrovamento di notevoli sistemi idrici di incanalamento dell'acqua, che alimentavano anticamente le fontane. 
La casa si snodava attorno al perno centrale, rappresentato dalla corte, e la stanza che si è meglio conservata è il soggiorno, di cui si è riusciti anche a ricostruire l'antico soffitto crollato.
In tutta la domus sono visibili i pavimenti sopraelevati che permettevano la circolazione di aria per regolare la temperatura della casa. I pavimenti sono decorati con colori vivacissimi, come ad esempio la rappresentazione delle quattro stagioni, di cui però è giunta intatta solo l'Estate.
Il pavimento situato nella stanza con volta a botte è realizzato in mosaico e decorato con losanghe, fiori e foglie di acanto.

### Domus di Dioniso

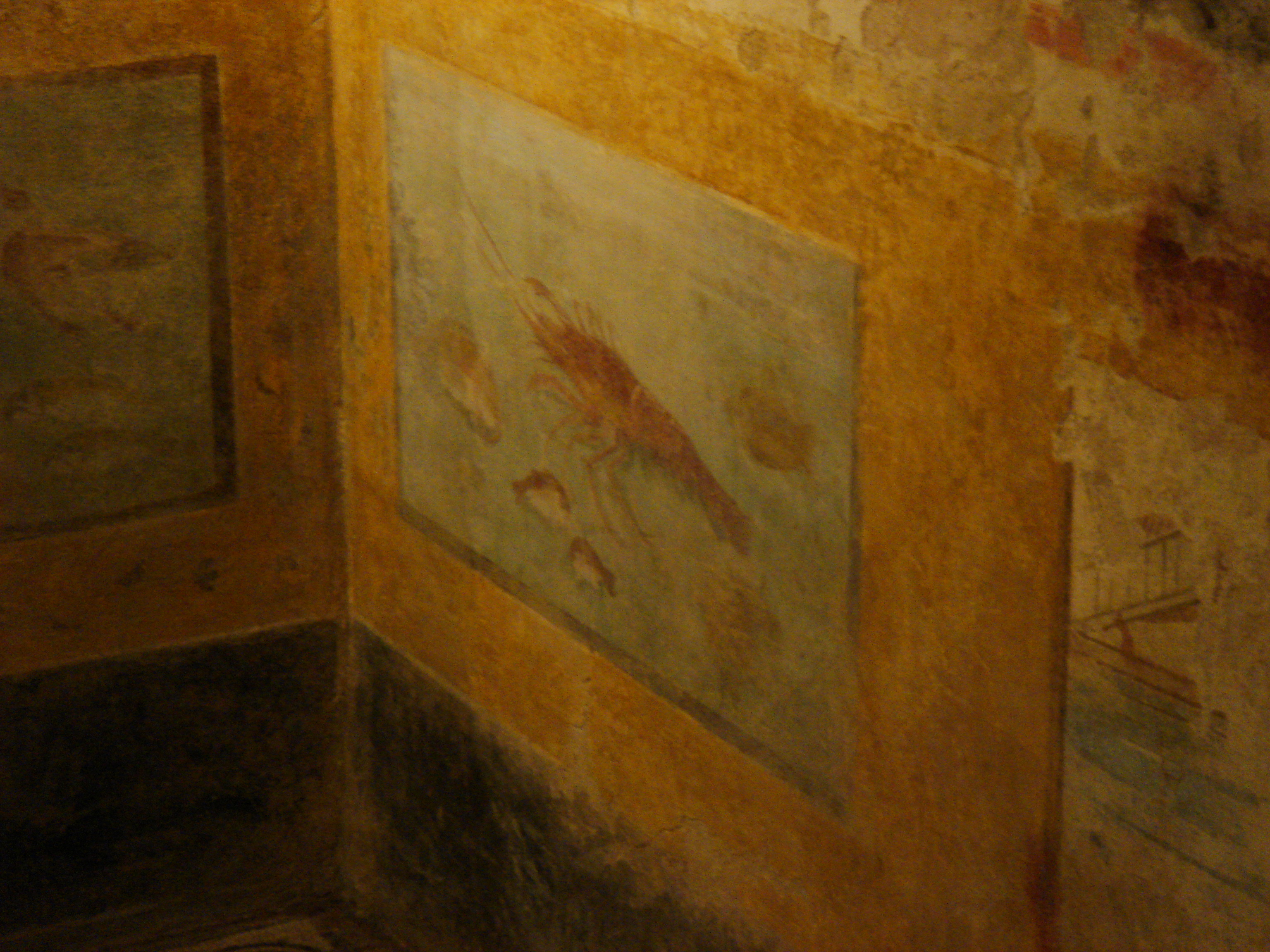
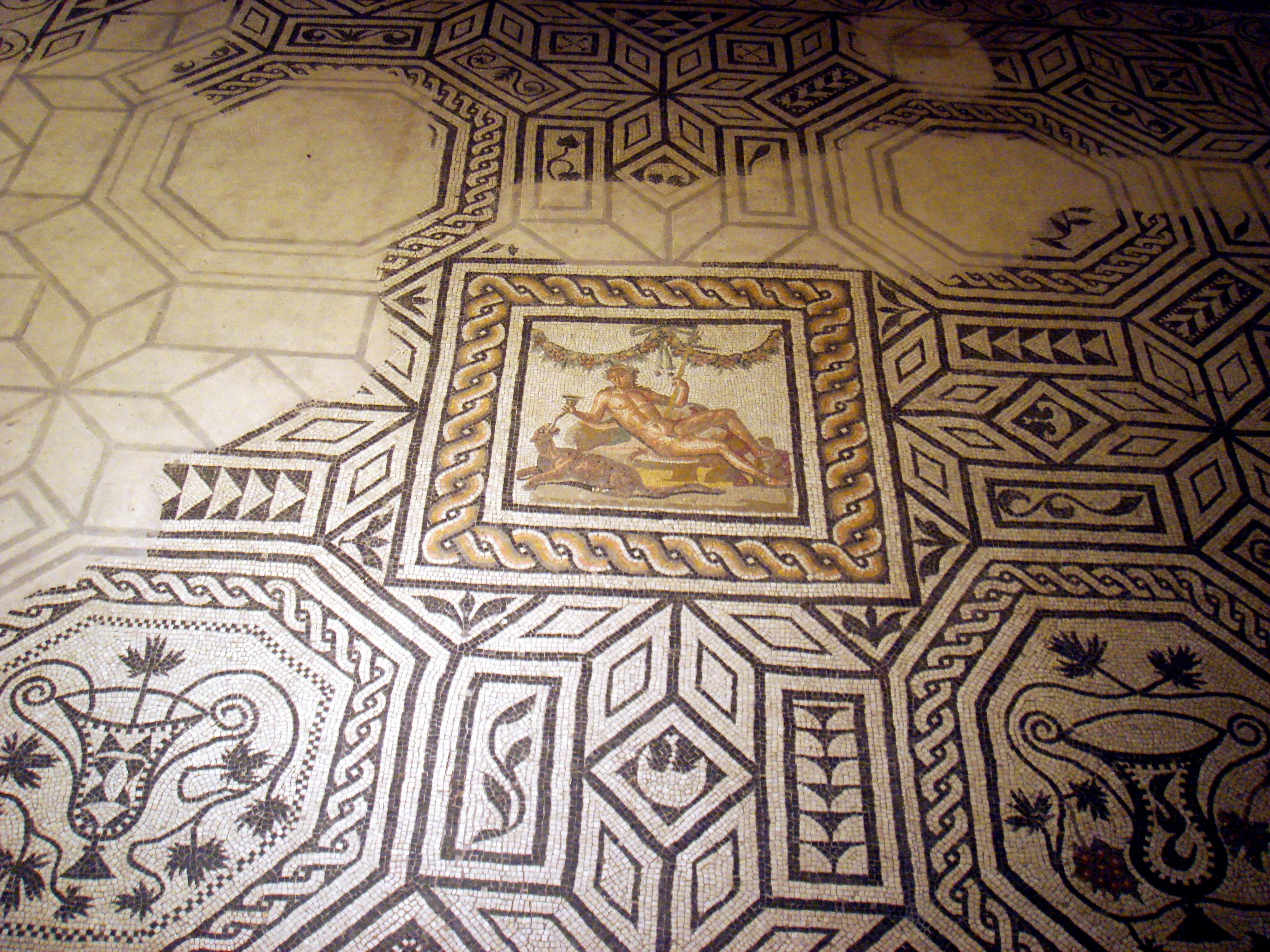
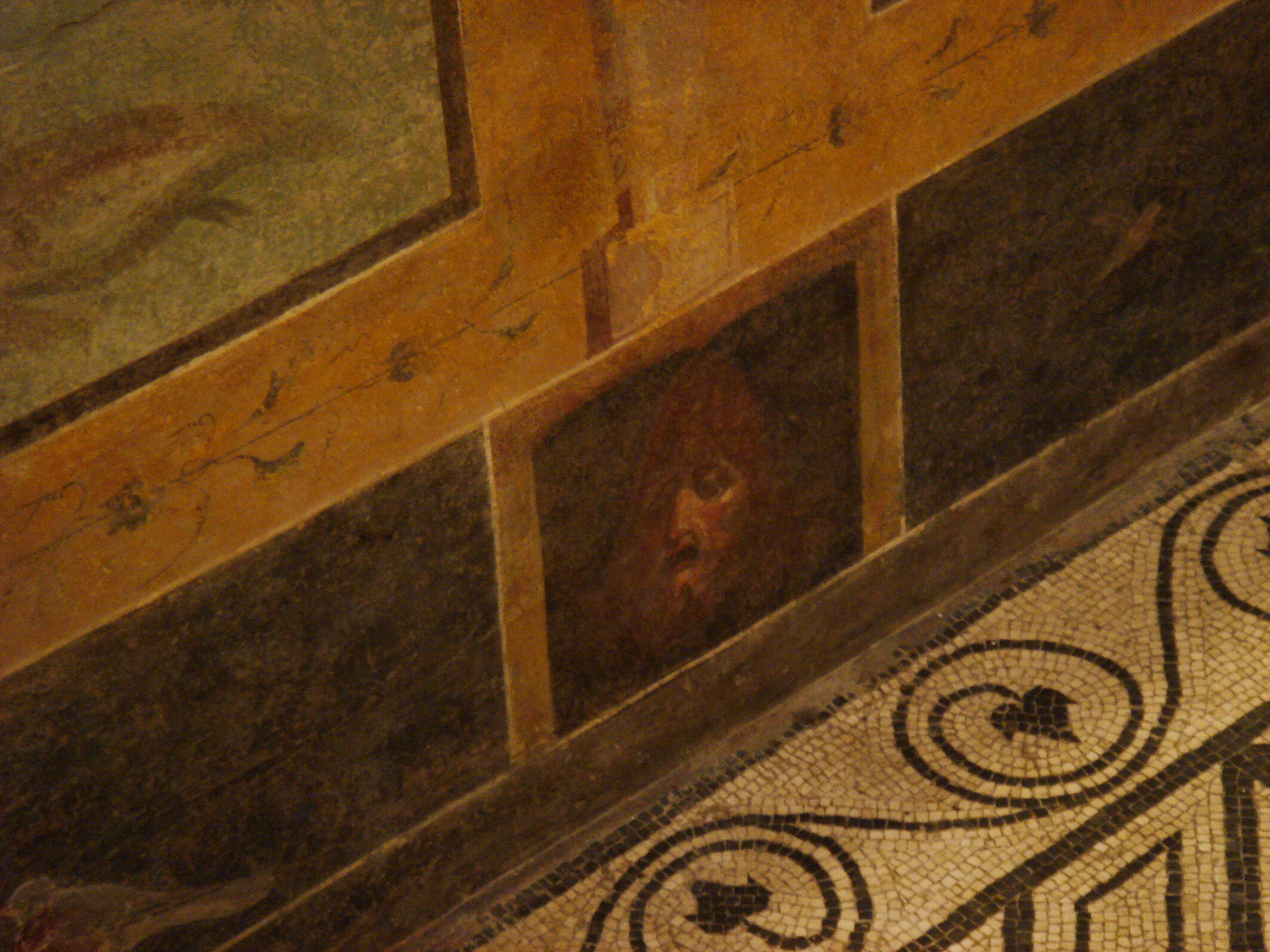
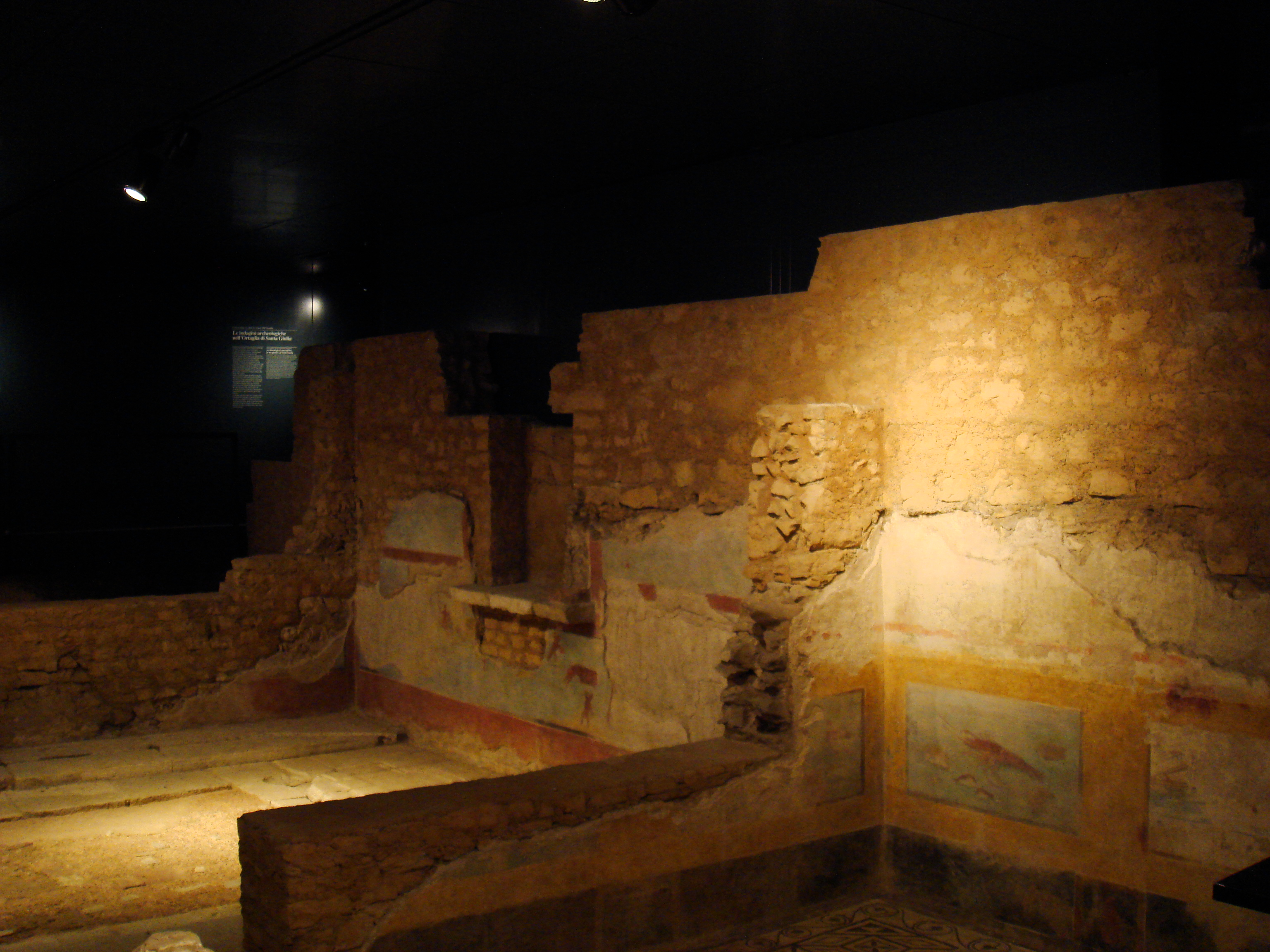

### Domus delle fontane

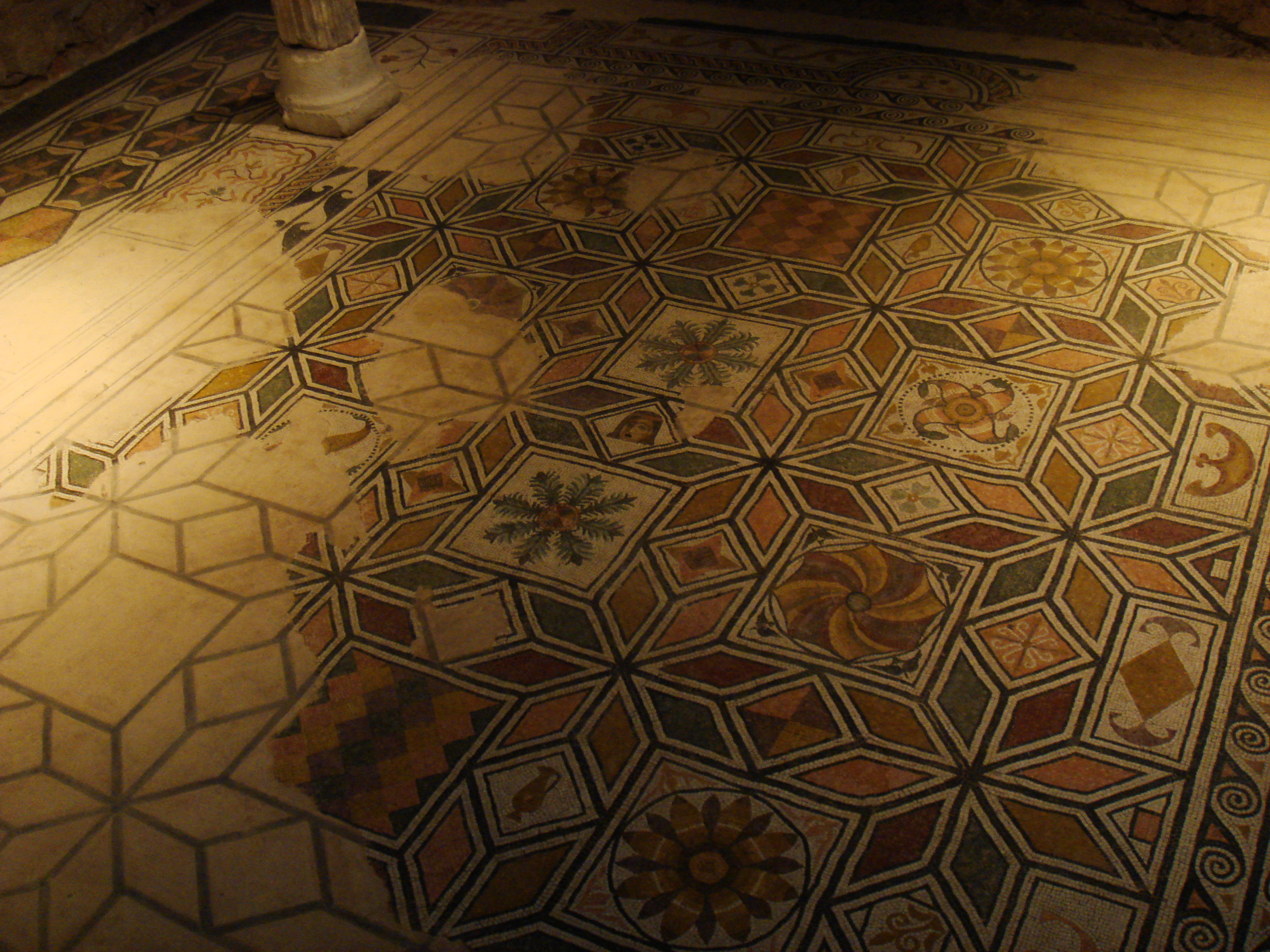
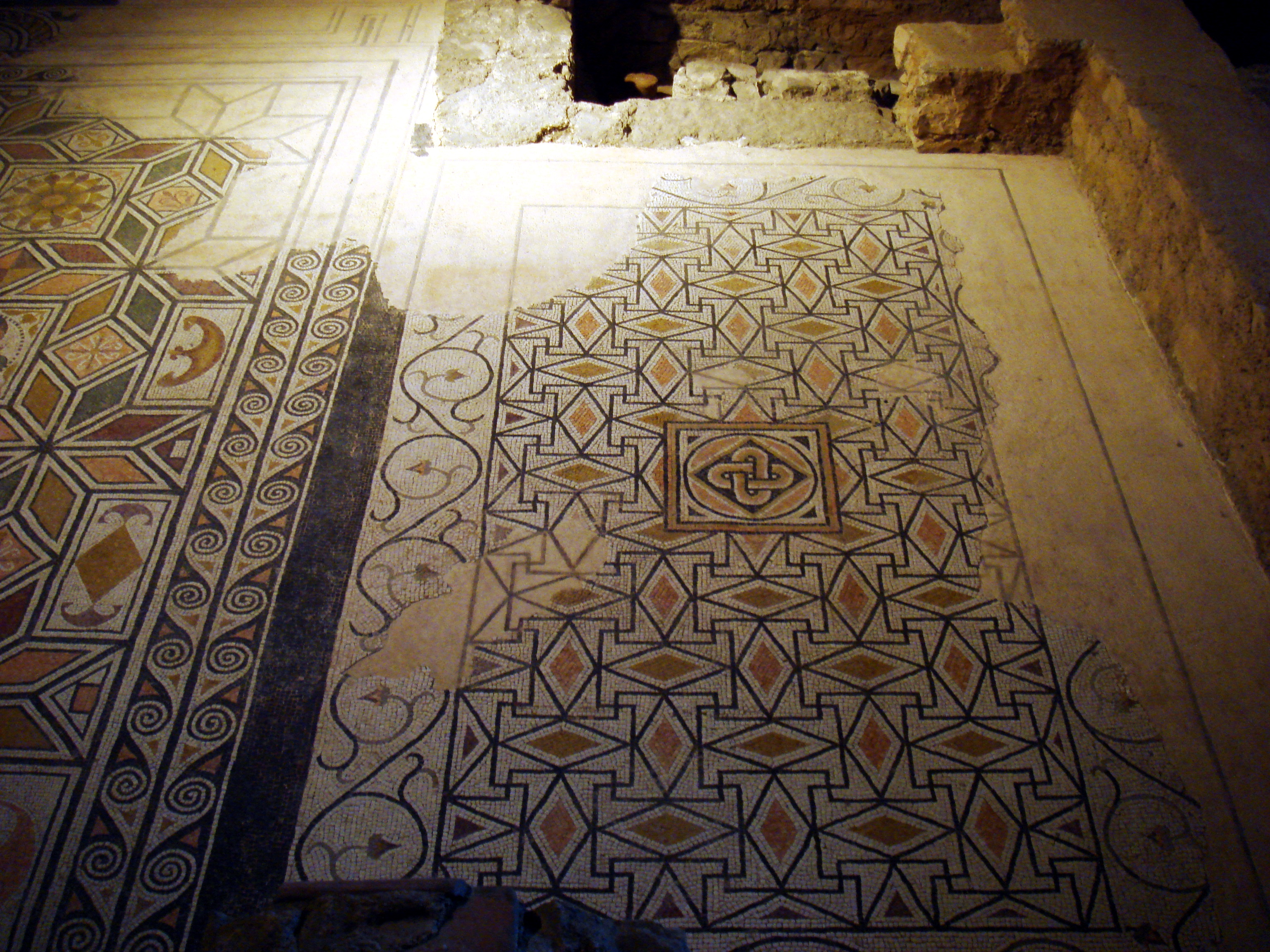
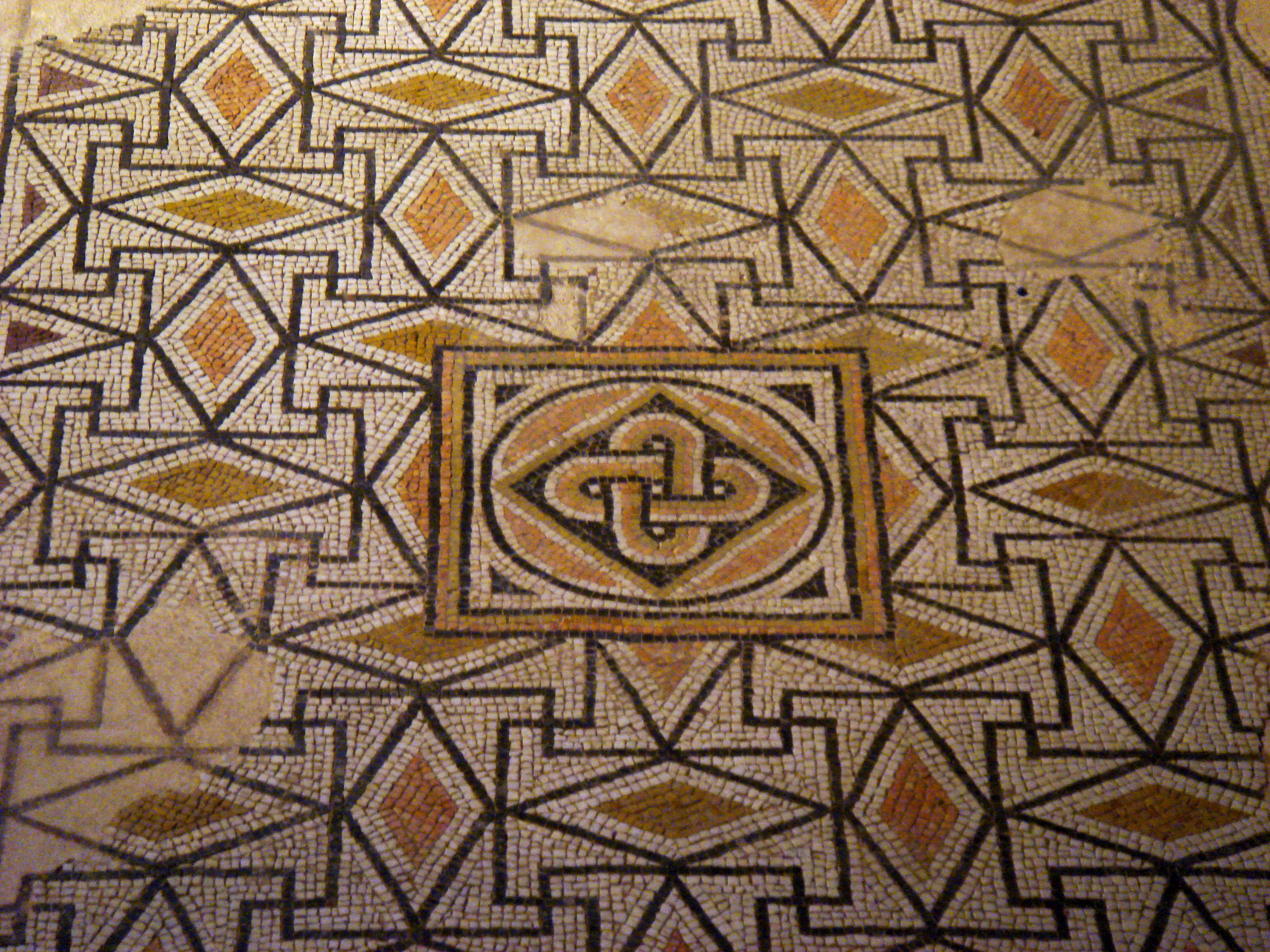
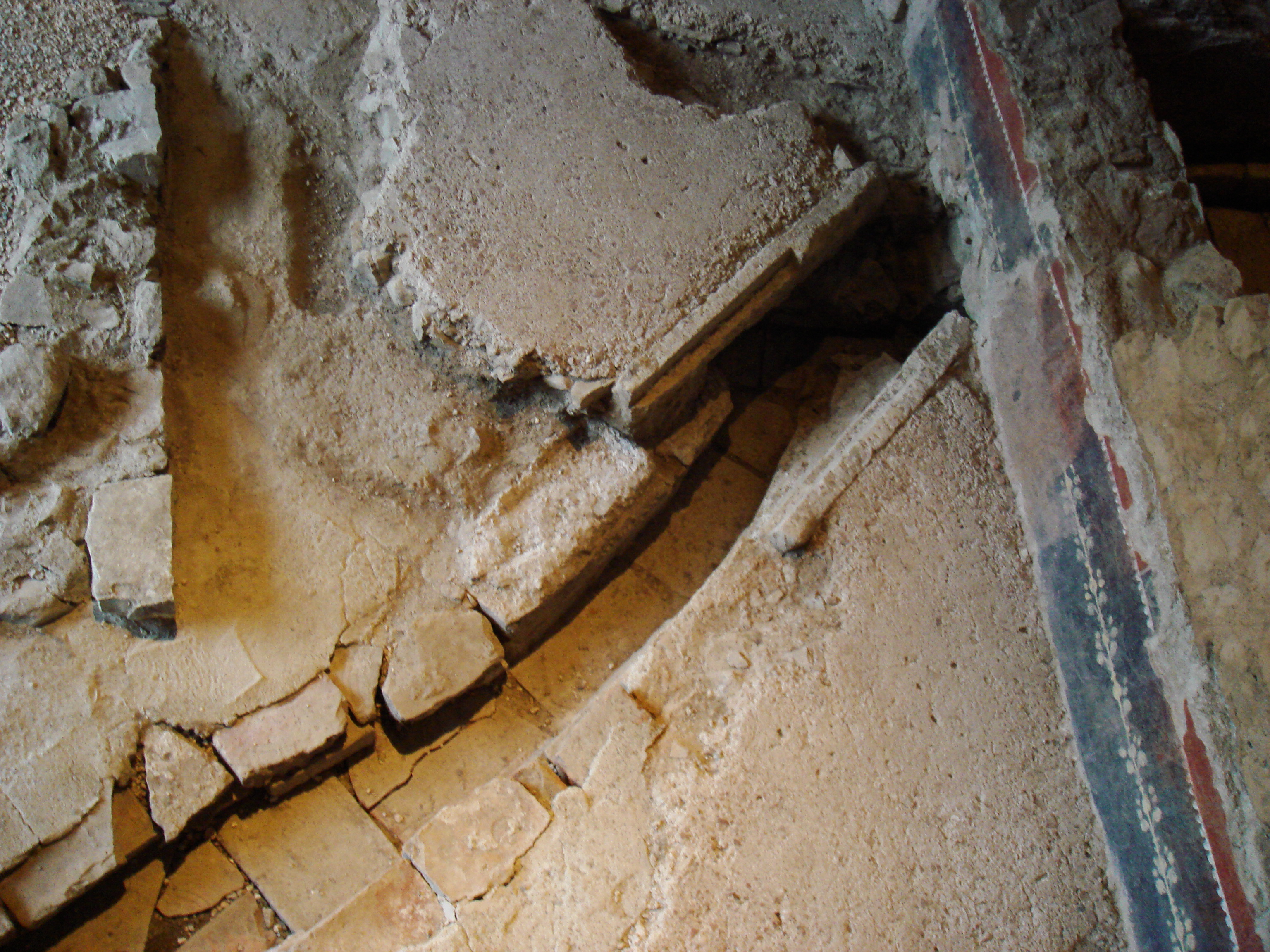